# Třída Thresher
Třída Thresher (po tragickém potopení první jednotky přejmenovaná na třídu Permit) byla třída amerických útočných ponorek s jaderným pohonem z doby studené války. Byly to lodě tiché, vybavené výkonným sonarem, schopné ponorů do značných hloubek a díky hydrodynamicky vhodně tvarovanému trupu značně rychlé. (Pionýrskou byla v tomto ohledu experimentální ponorka USS Albacore.) Třída Thresher a ponorka USS Tullibee byly první americké ponorky navržené speciálně k ničení sovětských jaderných ponorek.
V letech 1958–1967 bylo postaveno celkem 14 ponorek této třídy, které Američané provozovali v letech 1961–1994. První jednotka této třídy — USS Thresher, byla vůbec první jadernou ponorkou ztracenou při havárii a při jejím potopení byly také nejhorší ztráty na životech – zemřelo všech 129 členů posádky. K nehodě došlo 10. dubna 1963 u pobřeží Nové Anglie při zkouškách ponoru do velkých hloubek. Příčina katastrofy nebyla zcela objasněna, pravděpodobně ji zavinilo špatně svařené potrubí ve strojovně. Právě proto se o třídě Thresher hovoří též jako o třídě Permit – podle druhé postavené jednotky.

## Stavba
Celkem bylo postaveno čtrnáct ponorek této třídy. Do jejich stavby se zapojily americké loděnice Portsmouth Naval Shipyard, Mare Island Naval Shipyard, Ingalls Shipbuilding, New York Shipbuilding a General Dynamics Electric Boat. Do služby byly přijaty v letech 1961–1967.
Jednotky třídy Thresher:
| Jméno                          | Loděnice                       | Založení kýlu | Spuštěna         | Vstup do služby    | Status                  |
| ------------------------------ | ------------------------------ | ------------- | ---------------- | ------------------ | ----------------------- |
| USS Thresher (SSN-593)         | Portsmouth Naval Shipyard      | 1958          | 9. července 1960 | 3. srpna 1961      | ztracena 10. dubna 1963 |
| USS Permit (SSN-594)           | Mare Island Naval Shipyard     | 1959          | 1. července 1961 | 29. května 1962    | vyřazena                |
| USS Plunger (SSN-595)          | Mare Island Naval Shipyard     | 1960          | 9. prosince 1961 | 21. listopadu 1962 | vyřazena                |
| USS Barb (SSN-596, ex Pollack) | Ingalls Shipbuilding           | 1959          | 12. února 1962   | 24. srpna 1963     | vyřazena                |
| USS Pollack (SSN-603, ex Barb) | New York Shipbuilding          | 1960          | 17. března 1962  | 26. května 1964    | vyřazena                |
| USS Haddo (SSN-604)            | New York Shipbuilding          | 1960          | 18. srpna 1962   | 16. prosince 1964  | vyřazena                |
| USS Jack (SSN-605)             | Portsmouth Naval Shipyard      | 1960          | 24. dubna 1963   | 31. března 1967    | vyřazena                |
| USS Tinosa (SSN-606)           | Portsmouth Naval Shipyard      | 1959          | 9. prosince 1961 | 17. října 1964     | vyřazena                |
| USS Dace (SSN-607)             | Ingalls Shipbuilding           | 1960          | 18. srpna 1962   | 4. dubna 1964      | vyřazena                |
| USS Guardfish (SSN-612)        | New York Shipbuilding          | 1961          | 15. května 1965  | 20. prosince 1966  | vyřazena                |
| USS Flasher (SSN-613)          | General Dynamics Electric Boat | 1961          | 22. června 1963  | 22. července 1966  | vyřazena                |
| USS Greenling (SSN-614)        | General Dynamics Electric Boat | 1961          | 4. dubna 1964    | 3. listopadu 1967  | vyřazena                |
| USS Gato (SSN-615)             | General Dynamics Electric Boat | 1961          | 14. května 1964  | 25. ledna 1968     | vyřazena                |
| USS Haddock (SSN-621)          | Ingalls Shipbuilding           | 1961          | 21. května 1966  | 22. prosince 1967  | vyřazena                |

## Konstrukce

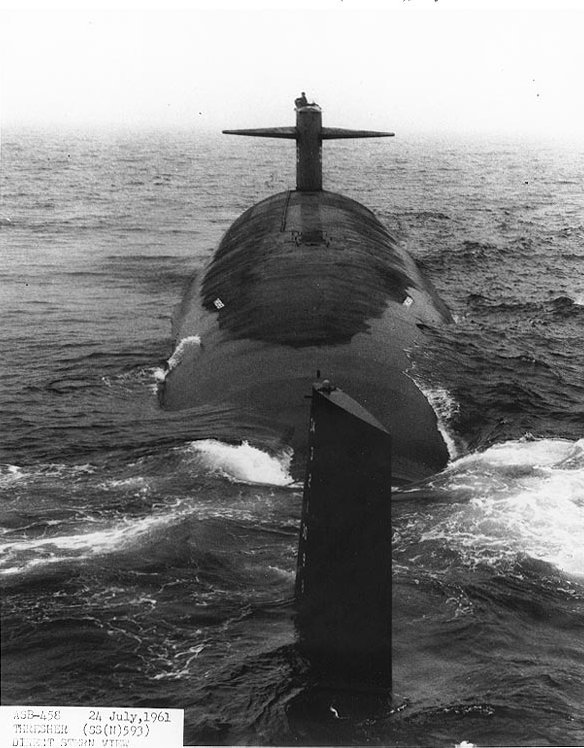
USS Thresher (SSN-593)

Výzbroj představovaly čtyři 533mm torpédomety, které ale byly oproti dosavadním ponorkám umístěny ve střední části trupu. V přídi byl umístěn pouze výkonný sonar typu BQQ-2 (později BQQ-5). Z torpédometů mohla být vypouštěna torpéda typu Mark 37 a Mark 48, protilodní střely UGM-84 Harpoon, protiponorkové střely UUM-44 SUBROC či miny. Změny v konstrukci a použití nových materiálů umožnilo operace ve větších hloubkách. Pohonný systém tvořil jaderný reaktor typu S5W a dvě turbíny. Oproti předchozím třídám byly tyto ponorky značně tišší a tedy i hůře zjistitelné protivníkem.